# Robert Hoy
Robert Francis Hoy (New York, 3 april 1927 – Northridge (Californië), 8 februari 2010) was een Amerikaanse acteur en stuntman.

## Biografie
Hoy diende tijdens de Tweede Wereldoorlog bij de marine. Vanaf 1950 werkte hij als stuntman aan speelfilms en televisieseries, voornamelijk uit het westerngenre. De bekendste films waarin hij als stuntman werkte, zijn The Invisible Third van Alfred Hitchcock, Spartacus van Stanley Kubrick en The Outlaw Josey Wales van Clint Eastwood. Over het algemeen werkte hij 44 jaar als stuntman en was hij de dubbel van Telly Savalas, Audie Murphy en Tony Curtis.
Naast zijn werk als stuntman verscheen Hoy vanaf 1950 ook als acteur in speelfilms, maar tot eind jaren 1950 vooral in kleine bijrollen. Daarna werkte hij steeds vaker voor televisie en speelde hij gastrollen in verschillende televisieseries, waaronder de klassieke westernseries Bonanza, The Rifleman en Laramie. Tussen 1967 en 1971 speelde hij de cowboy Joe Butler in 62 afleveringen van de The High Chaparral-serie. Tussen 1978 en 1982 had hij een terugkerende gastrol in de Dallas-serie. Hoy was getrouwd en had een zoon. Een paar weken nadat hij de Golden Boot Award ontving, bezweek hij aan kanker.

## Filmografie

### Als acteur
- 1958: Sea Hunt
- 1959: Operation Petticoat
- 1960: Bonanza
- 1963: Laramie
- 1966: The Virginian
- 1967: The High Chaparral
- 1967: Star Trek
- 1968: The Love Bug
- 1973: The Streets of San Francisco
- 1973: Mission: Impossible
- 1975: The Rockford Files
- 1975: Little House on the Prairie
- 1978: Dallas
- 1978: Fantasy Island
- 1979: The Dukes of Hazzard
- 1980: Hawaii Five-O
- 1981: Magnum P.I.
- 1982: Simon & Simon
- 1985: Airwolf
- 1986: Choke Canyon
- 1988: Beauty and the Beast
- 1995: Walker, Texas Ranger

### Als stuntman
- 1954: River of No Return
- 1958: The Defiant Ones
- 1959: North by Northwest
- 1960: Spartacus
- 1963: It's a Mad Mad Mad Mad World
- 1965: Shenandoah
- 1976: The Enforcer
- 1976: The Outlaw Josey Wales
- 1977: The Gauntlet
- 1980: Bronco Billy
- 1982: The Fall Guy
- 1985: North and South
- 1986: Legal Eagles

- Library of Congress Control Number: n87860019
- Virtual International Authority File: 40902873
- WorldCat: E39PBJq6VD9wVpQ9gybMBvYXVC